# شهرستان روویل
شهرستان روویل (به انگلیسی: Rouville Regional County Municipality) یک منطقهٔ مسکونی در کانادا است که در ناحیه مونترژی واقع شده‌است. شهرستان روویل ۴۹۰٫۱۰ کیلومتر مربع مساحت و ۳۵٬۶۹۰ نفر جمعیت دارد.